# ساباط معینی التجار
ساباط معینی التجار مربوط به دوره قاجار است و در شوشتر، خیابان امام، جنب مقام عباس واقع شده و این اثر در تاریخ ۱۷ اسفند ۱۳۸۱ با شمارهٔ ثبت ۷۹۳۷ به‌عنوان یکی از آثار ملی ایران به ثبت رسیده است.